# PDE6G
PDE6G (англ. Phosphodiesterase 6G) – білок, який кодується однойменним геном, розташованим у людей на короткому плечі 17-ї хромосоми. Довжина поліпептидного ланцюга білка становить 87 амінокислот, а молекулярна маса — 9 643.
| 10         |  | 20         |  | 30         |  | 40         |  | 50         |
| ---------- |  | ---------- |  | ---------- |  | ---------- |  | ---------- |
| MNLEPPKAEF |  | RSATRVAGGP |  | VTPRKGPPKF |  | KQRQTRQFKS |  | KPPKKGVQGF |
| GDDIPGMEGL |  | GTDITVICPW |  | EAFNHLELHE |  | LAQYGII    |  |            |

A: Аланін

C: Цистеїн

D: Аспарагінова кислота

E: Глутамінова кислота

F: Фенілаланін

G: Гліцин

H: Гістидин

I: Ізолейцин

K: Лізин

L: Лейцин

M: Метіонін

N: Аспарагін

P: Пролін

Q: Глутамін

R: Аргінін

S: Серин

T: Треонін

V: Валін

W: Триптофан

Кодований геном білок за функцією належить до гідролаз. 
Задіяний у такому біологічному процесі, як ацетилювання. 